# بول جيبسون
بول جيبسون (بالإنجليزية: Paul Gibson)‏ هو لاعب كرة قدم أمريكية أمريكي، ولد في 20 يونيو 1948 في باريس في الولايات المتحدة، وتوفي في 23 مايو 1975 في إل باسو في الولايات المتحدة.